# Carex polymorpha
Carex polymorpha är en halvgräsart som beskrevs av Henry Ernest Muhlenberg. Carex polymorpha ingår i släktet starrar, och familjen halvgräs. Inga underarter finns listade i Catalogue of Life.

## Bildgalleri

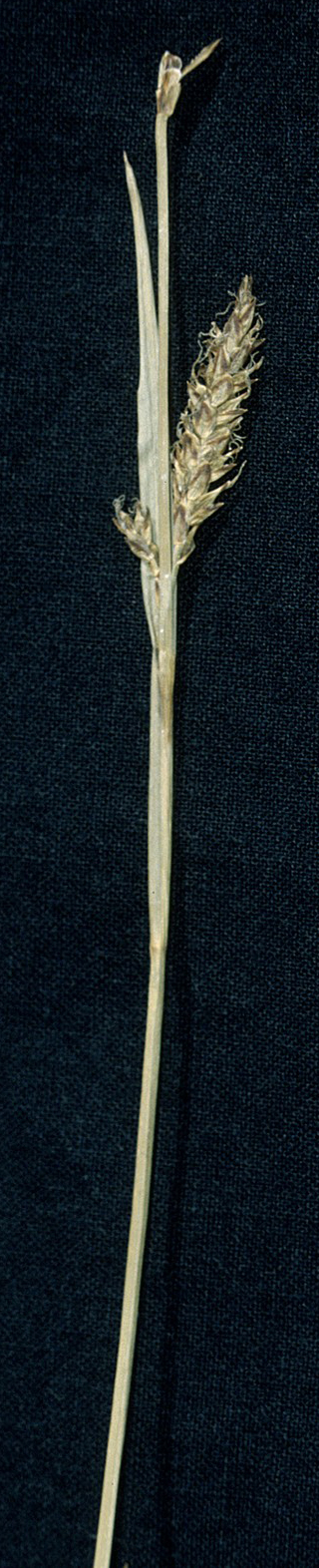